# باليولوج
الباليولوغس (جمع باليولوغي، بالإغريقية: Παλαιολόγος، جمع Παλαιολόγοι، ومؤنث باليولوغينا، بالإغريقية: Παλαιολογίνα) أو الباليولوج، ووُجدت الكلمة في الأدبيات الإنكليزية أيضًا بصيغة Palaeologus أو Palaeologue، وهو اسم أسرة بيزنطينية إغريقية ارتقت إلى النبالة وكان منها آخر السلالات الحاكمة في إمبراطورية بيزنطة وأطولُها حكمًا. استمر حكم الباليولوغس أباطرةً وملوكًا على الرومان قرابة قرنين من الزمان، من عام 1259 إلى سقوط القسطنطينية في عام 1453.
ليست أصول هذه الأسرة واضحة. نسبتهم قصصهم التي يروونها هم عن أصلهم في القرون الوسطى، إلى أصل قديم مرموق في روما القديمة في إيطاليا، فهم حسب هذه القصص منحدرون من سلالة الرومان الذين رافقوا قسطنطين العظيم إلى القسطنطينية حين تأسيسها عام 330. ولكن الأرجح أنهم يرجعون إلى فترة متأخرة عن هذا في الأناضول، لأن أقدم رجل معروف من الأسرة، وربما هو مؤسسها، كان نيكفوروس باليولوغس، وكان قائدًا عسكريًّا في الأناضول في النصف الثاني من القرن الحادي عشر. على مرّ القرن الثاني عشر، كانت أسرة الباليولوغيين كلّها تقريبًا جزءًا من الأرستقراطية العسكرية، ولم يذكَر أنهم شغلوا أي منصب إداري سياسي، ولطالما تزوجوا من أسرة كومنينوس الحاكمة آنذاك، ليزيدوا من مكانتهم. عندما سقطت القسطنطينية في يد الحملة الصليبية الرابعة عام 1204، لجأ الباليولوغيون إلى إمبراطور نيقية، وهي دولة خلفت الدولة البيزنطية وكانت تحت حكم أسرة لاسكاريس، ولعبوا فيها دورًا فاعلًا وشغلوا مناصب كثيرة عالية المستوى.
في عام 1259، أصبح مايكل الثامن الباليولوغي مشاركًا للإمبراطور الشاب جون الرابع في حكمه، من خلال انقلابٍ أجراه، وفي عام 1261، بعد أن استرجعت الإمبراطورية اللاتينية القسطنطينية، خُلع جون الرابع وكُفّ بصرُه. حكم خلفاء مايكل الإمبراطورية البيزنطية في أضعف مراحلها في التاريخ، وكان معظم الفترة الباليولوغية فترة انحطاط سياسي واقتصادي، بسبب الأعداء الخارجيين من جهة مثل البلغار والصرب والعثمانيين، وبسبب الحروب الأهلية المتكررة بين أعضاء الأسرة الباليولوغية من جهة أخرى. مع بداية القرن الخامس عشر، خسر الأباطرة كلّ قوّة حقيقية كانت لهم، وأصبحت الإمبراطورية دولةً عميلة للإمبراطورية العثمانية الصاعدة. استمرّ حكم الباليولوغيين حتى عام 1453، الذي سقطت فيه القسطنطينية على يد السلطان العثماني محمد الفاتح، وقُتل فيه الإمبراطور الباليولوغي قسطنطين الحادي عشر، وهو يدافع عن المدينة. في أيام حكم الباليولوغيين أباطرةً، لم يكن محكوموهم يحبونهم كثيرًا، لا سيما بسبب سياستهم الدينية. وكان الناس ينظرون إلى محاولاتهم المتكررة لإعادة الكنيسة الإغريقية الأرثوذكسية والكنيسة الرومانية الكاثوليكية إلى الوحدة، على أنها هرطقة وخيانة، لما سيترتب عليها من وضع الكنيسة البيزنطية تحت حكم البابا. مع أن الإمبراطور قسطنطين الحادي عشر مات وهو مصالحٌ لروما (وهو ما يجعله مهرطقًا)، فإن موته مدافعًا عن القسطنطينية في معركة ضد العثمانيين، جعلت اليونانيين والكنيسة الأرثوذكسية تذكره على أنه من أبطالها، وهو ما حسّن الرأي العام في السلالة كلها. وكان حكم الباليولوغيين بوصفهم آخر سلالة مسيحية حكمت الأراضي الإغريقية، ممّا زاد من الذكرى الحسنة لهم بين اليونانيين في فترة الحكم العثماني.
مات آخر المنحدرين من السلالة الملكية من الباليولوغيين في القرن السادس عشر. حكمت سلالة أصغر في إيطاليا، واسمهم الباليولوغس مونتفيرات، إقليم مونتفيرات حتى عام 1536، وانقرضوا في عام 1566. ولمّا كانت الأسرة متوسعة جدًّا قبل أن تصبح من أسرة حاكمة، حمل اسمها كثير من الناس، بعضهم ليس من نبلاء السلالة الحاكمة نفسها. وكان نتيجة هذا أن كثيرًا من اللاجئين الذين لجؤوا إلى غرب أوروبا بعد سقوط القسطنيطينة كانوا يحملون هذا الاسم ليكتسبوا المكانة، وكذب بعضهم فادعى لنفسه روابط أقوى بالأسرة الحاكمة. ومع أن أنساب كثير من الفروع التي تدعي انتسابها إلى السلالة الحاكمة يمكن بسهولة أن تعدّ ضربًا من الخيال، فإن أنساب بعضهم، كسلالة بيزارو التي استمرت حتى عام 1694، معقولة أكثر. استمرت سلالات كثيرة من الباليولوغيين إلى العصر الحديث، لا سيما في في اليونان، ولو أن علاقتهم بالباليولوغيين القروسطيين وعلاقات بعضهم ببعض ليست واضحة، وكثير منهم يحمل اسم باليولوغوس أو اسمًا من تنويعاته.

## الأصل
ليست أصول أسرة باليولوغس واضحة. تقول روايات شفهية متأخرة، إن أصل الأسرة كان في مدينة فيتيربو في إيطاليا. وحسب هذا القول، فإن اسم الأسرة باليولوغس (بالايوس لوغوس، باللاتينية: «الكلمة القديمة») هو ترجمة إغريقية لفيتس فيربم، وهو تأثيل مشكوك فيه لاسم مدينة فيتيربو. حفظت رواية أخرى أصلهم الروماني وأنهم انحدروا من الرومان الذين هاجروا مع قسطنطين العظيم إلى القسطنطينية ليبنوها وتصبح بعد ذلك عاصمة الإمبراطورية الرومانية الجديدة عام 330. تشبه هذه القصة الثانية قصص أسر أخرى من نبلاء البيزنطيين، منها أسرة دوكاي أو فوكس، التي استعملت قصص السلالة الرومانية القديمة لتكتسب مكانة وتشرّع دعاواها بأحقية حكمها لعرش الإمبراطورية البيزنطية، وهي الاستمرار القروسطي للإمبراطورية الرومانية.
وخلافًا لقصص الأصول القديمة المرموقة هذه، فإن الراجح أن الباليولوغيين يرجع أصلهم إلى فترة متأخرة في الأناضول، ربما في ثيمة أنتالوك. اعتقد عالم البيزنطيات السوفييتي الأمريكي ألكسندر كازدان أن معنى اسم أسرتهم هو «الخرّاق»، أي جامع الخِرَق، وهو ما يدل على أصول متواضعة، أما عالم البيزنطيات الفرنسي جان فرانسوا فانيي، فيعتقد أن المعنى الصحيح هو «جامع الآثار العتيقة أو الأنتيكا». كان نيكفوروس باليولوغس أقدم رجل معروف من الأسرة، وربما مؤسسها، وكان قائدًا عسكريًّا (ربما دوقًا) في ثيمة أرض ما بين النهرين في النصف الثاني من القرن الحادي عشر، تحت حكم مايكل دوكس السابع. دعم نيكفوروس تمرد نيكفوروس بوتانياتس الثالث ضد مايكل السابع، ولكن ابنه جورج باليولوغس تزوج آنا دوكاينا من عائلة دوكاي، ومن ثم دعم عائلة دوكاي ودعم بعد ذلك أليكسيوس كومينوس، صهر زوجته آنا، ضد بوتانياتس. خدم جورج دوقًا لديراكيوم أيام حكم أليكسيوس الأول ومُنح لقب القربلاط.
على مرّ القرن الثاني عشر، كانت أسرة الباليولوغيين كلّها تقريبًا جزءًا من الأرستقراطية العسكرية، ولم يذكَر أنهم شغلوا أي منصب إداري سياسي. وذُكر مرّات كثيرة أنهم كانوا يتبرعون للأديرة ويتزوجون من أسرة كومنينوس أيام كانت الأسرة الحاكمة في بلاط الإمبراطورية البيزنطية. عندما استولى جنود الحملة الصليبية الرابعة على القسطنطينية عام 1204 وأطاحوا من فورهم بالإمبراطورية البيزنطية لتحل محلها الإمبراطورية اللاتينية الكاثوليكية الجديدة، تبع الباليولوغيين ثيودور لاسكاريس الأول إلى إمبراطورية نيقية، وهنالك لعبوا دورًا فاعلًا وشغلوا مناصب على مستوى عال. أُعطي أندرونيكوس باليولوغس، أبو الإمبراطور مايكل الثامن، لقب ميغَس دوميستيكوس (وهو لقب يعطى للقائد الأعلى للجيش البيزنطي)، ويرجح أن الذي منحه إياه هو الإمبراطور جون دوكاس فاتاتزس الثالث.
انعكست كثرة زواات الباليولوغيين من الأسر البيزنطية البارزة في اختيارهم لأسماء أسرهم، فاختار الأعضاء القدامى من السلالة الملكية أسماء سلالات حاكمة سابقة لفرض شرعيتهم. فعلى سبيل المثال، كان اسم مايكل الباليولوغي الثامن الكامل: مايكل كومنينوس دوكس أنجلوس باليولوغس. 